# José Augusto Nalin
José Augusto Nalin (Cachoeiro do Itapemirim, 6 de maio de 1956) é um empresário e político brasileiro, filiado ao Democratas (DEM).
Se elegeu suplente de deputado federal pelo Rio de Janeiro, em 2014, para o mandato 2015–2019, com 31.281 votos. Assumiu o mandato pela primeira vez após a indicação de Celso Pansera para o ministério de Ciência e Tecnologia, ficando por cerca de um ano. Em setembro de 2016, assume o mandato em definitivo após a cassação de Eduardo Cunha.
Em agosto de 2017 votou a favor do presidente Michel Temer, no processo em que se pedia abertura de investigação, e que poderia lhe afastar da presidência da república. 
Nas eleições de 2018, filiado ao DEM, novamente foi eleito suplente de deputado federal pelo Rio de Janeiro, mas reassumiu o mandato parlamentar em janeiro de 2019 na vaga de Jair Bolsonaro após sua posse na Presidência da República. Voltou a assumir o cargo em agosto de 2021 com a ida de Rodrigo Maia para a secretaria de Projetos e Ações Estratégicas do governo de São Paulo, ficando até novembro do mesmo ano com a volta de Juninho do Pneu ao Congresso depois de sua exoneração na Secretaria Estadual de Transportes.